# U-267
| U-267 | U-267 | U-267 |
| --- | --- | --- |
| U 267 | | |
| | | |
| Зображення підводного човна підтипу VIIC                                                                     | | |
| Верф | Bremer Vulkan, Бремен-Вегесак                                                                                      | Bremer Vulkan, Бремен-Вегесак                                                                                      |
| Під прапором                                                                                                 | Третій Рейх | Третій Рейх |
| Належність                                                                                                   | Крігсмаріне | Крігсмаріне |
| Порт приписки                                                                                                | Данциг Сен-Назер Фленсбург                                                                                         | Данциг Сен-Назер Фленсбург                                                                                         |
| Замовлення                                                                                                   | 15 серпня 1940 | 15 серпня 1940 |
| Закладений                                                                                                   | 9 серпня 1941 | 9 серпня 1941 |
| Спуск на воду                                                                                                | 23 травня 1942 | 23 травня 1942 |
| Введений до складу флоту                                                                                     | 11 липня 1942 | 11 липня 1942 |
| На службі | 1942—1945 | 1942—1945 |
| Сучасний статус                                                                                              | 5 травня 1945 року затоплений у Гельтінзькій бухті                                                                 | 5 травня 1945 року затоплений у Гельтінзькій бухті                                                                 |
| Бойовий досвід                                                                                               | Друга світова війна Битва за Атлантику                                                                             | Друга світова війна Битва за Атлантику                                                                             |
| Проєкт | | |
| Тип ПЧ | середній торпедний ДПЧ                                                                                             | середній торпедний ДПЧ                                                                                             |
| Вартість | 4 714 000 ℛℳ | 4 714 000 ℛℳ |
| Основні характеристики                                                                                       | | |
| Швидкість (надводна)                                                                                         | 17,7 вузла (32,8 км/год)                                                                                           | 17,7 вузла (32,8 км/год)                                                                                           |
| Швидкість (підводна)                                                                                         | 7,6 вузла (14,1 км/год)                                                                                            | 7,6 вузла (14,1 км/год)                                                                                            |
| Робоча глибина занурення                                                                                     | 100 м | 100 м |
| Гранична глибина занурення                                                                                   | 220 м | 220 м |
| Дальність плавання                                                                                           | 135—174 км на швидкості 4 вузли (у підводному положенні) 11 470 км на швидкості 10 вузлів (у надводному положенні) | 135—174 км на швидкості 4 вузли (у підводному положенні) 11 470 км на швидкості 10 вузлів (у надводному положенні) |
| Екіпаж | 44—60 осіб | 44—60 осіб |
| Розміри | | |
| Довжина найбільша (по КВЛ)                                                                                   | 67,1 м | 67,1 м |
| Ширина корпусу найб.                                                                                         | 6,2 м | 6,2 м |
| Висота | 9,6 м | 9,6 м |
| Середня осадка (по КВЛ)                                                                                      | 4,74 м | 4,74 м |
| Водотоннажність надводна                                                                                     | 769 т | 769 т |
| Водотоннажність підводна                                                                                     | 871 т | 871 т |
| Силова установка                                                                                             | | |
| Дизель-електрична: 2 дизельних двигуни MAN M 6 V 40/46, 2 електродвигуни Siemens-Schuckert-Werke GU 343/38-8 | | |
| Гвинти | 2 | 2 |
| Потужність                                                                                                   | 2800—3200 к.с. (дизелі) 750 к.с. (електродвигуни)                                                                  | 2800—3200 к.с. (дизелі) 750 к.с. (електродвигуни)                                                                  |
| Озброєння | | |
| Артилерія | 1 × 88-мм палубна гармата SK C/35                                                                                  | 1 × 88-мм палубна гармата SK C/35                                                                                  |
| Торпедно- мінне озброєння                                                                                    | 4 носових і один кормовий ТА 14 торпед або 26 мін TMA                                                              | 4 носових і один кормовий ТА 14 торпед або 26 мін TMA                                                              |
| ППО | 1 × 37-мм зенітна гармата Flak M42 2 × 20-мм зенітні гармати FlaK 30                                               | 1 × 37-мм зенітна гармата Flak M42 2 × 20-мм зенітні гармати FlaK 30                                               |

U-267 — німецький середній підводний човен типу VIIC, що входив до складу Військово-морських сил Третього Рейху за часів Другої світової війни. Закладений 9 серпня 1941 року на верфі № 32 компанії Bremer Vulkan, у Бремен-Вегесакі. Спущений на воду 23 травня 1942 року. 11 липня 1942 року корабель увійшов до складу 8-ї навчальної флотилії ПЧ ВМС нацистської Німеччини.

## Історія
U-267 належав до німецьких підводних човнів типу VIIC, найчисельнішого типу субмарин Третього Рейху, яких випущено 703 одиниці. Службу розпочав у складі 8-ї навчальної флотилії ПЧ, з 1 лютого 1943 року переведений до бойового складу 7-ї флотилії, а з 23 вересня 1944 року служив у складі 33-ї флотилії ПЧ. З січня 1943 до 28 лютого 1945 року U-267 здійснив 7 бойових походів у Північну Атлантику, під час яких не потопив жодного судна.
5 травня 1945 року U-267 був затоплений у Гельтінзькій бухті, пізніше піднятий та розібраний на брухт.

## Командири
- Капітан-лейтенант Отто Тіншерт (11 липня 1942 — 13 липня 1943)
- Оберлейтенант-цур-зее Ернст фон Віцендорфф (14 липня — 26 листопада 1943)
- Капітан-лейтенант Отто Тіншерт (27 листопада 1943 — 6 липня 1944)
- Оберлейтенант-цур-зее резерву Бернгард Кніпер (23 вересня 1944 — 5 травня 1945)